# Trasferimento dello stress di Coulomb
Il trasferimento dello stress di Coulomb è un processo geologico correlato alla sismicità dei cambiamenti di stress nel materiale circostante causati da eventi di deformazione discreta locale . 
Utilizzando gli spostamenti mappati della superficie terrestre durante i terremoti, le variazioni calcolate dello stress di Coulomb suggeriscono che lo stress rilasciato durante un terremoto non solo si dissipa, ma può anche spostarsi su e giù per segmenti di faglia, concentrando e promuovendo le scosse successive. È importante sottolineare che i cambiamenti di stress di Coulomb sono stati applicati a modelli di previsione dei terremoti utilizzati per valutare i potenziali pericoli correlati all'attività sismica.

## Variazione dello stress di Coulomb
Il criterio di rottura di Coulomb richiede che la sollecitazione di Coulomb superi un valore σf definito dalla sollecitazione di taglio τB, dalla sollecitazione normale σB, dalla pressione dei pori p e dal coefficiente di attrito μ di un piano di rottura, tale che
Spesso inoltre si presume che le variazioni della pressione idraulica dei pori indotte da variazioni della sollecitazione siano proporzionali alla variazione normale della sollecitazione attraverso il piano di faglia. 
Questi effetti sono incorporati in un coefficiente efficace di attrito μ', tale che
Questa semplificazione consente che il calcolo delle variazioni della sollecitazione di Coulomb su un piano di faglia sia indipendente dal campo di sollecitazione regionale, ma dipenda invece dalla geometria della faglia, dal senso dello slittamento e dal coefficiente di attrito. Il significato dei cambiamenti di stress di Coulomb venne scoperto quando furono utilizzati spostamenti mappati dei movimenti di faglia vicini per calcolare le variazioni di stress di Coulomb lungo le faglie. I risultati hanno rivelato che lo stress rilasciato dalle faglie durante i terremoti non si è semplicemente dissipato, ma ha anche spostato su e giù i segmenti di faglia. Inoltre, i lobi mappati dell'aumento e della diminuzione dello stress di Coulomb intorno alle faglie locali mostrano un aumento e una riduzione dei tassi di sismicità rispettivamente poco dopo i terremoti vicini, ritornando tuttavia alla fine al loro usuale tasso temporale di sottofondo.

## Innesco dello stress sismico
L'innesco dello stress descrive la rottura reattiva delle faglie causata da aumenti dello stress di Coulomb, provocati a loro volta da eventi di deformazione esogena. Sebbene spostamenti vicini spesso producano cambiamenti di stress di piccola entità, aree di stati di stress di Coulomb disturbati sono state usate con successo per spiegare la distribuzione spaziale della sismicità da scosse secondarie innescata da stress.

### California
Il 28 giugno 1992, un terremoto di Magnitudo 7.2 che colpì Landers, in California, fu seguito (circa tre ore dopo) dalla scossa di avvertimento del terremoto di Magnitudo 6.5 di Big Bear a 40 km di distanza. Le variazioni calcolate dello stress di Coulomb provocate da entrambi questi terremoti hanno mostrato un lobo verso ovest di 2,1–2,9 bar di aumento dello stress di Coulomb derivante dallo spostamento associato a entrambi i terremoti. Delle circa 20.000 scosse di assestamento avvenute 25 giorni dopo il 28 giugno in un raggio di 5 km, oltre il 75% si è verificato in aree in cui lo stress di Coulomb era aumentato e meno del 25% in aree in cui lo stress di Coulomb era diminuito.

### Turchia
Un altro caso di successo della previsione del terremoto si è verificato lungo il sistema di faglie dell'Anatolia settentrionale in Turchia. Dal 1939 al 1999, il sistema di faglie anatoliche era stato testimone di dieci terremoti di Magnitudo 6.6 o superiore. L'evoluzione delle variazioni dello stress di Coulomb lungo la faglia anatolica settentrionale a seguito di questi terremoti ha mostrato che 11 delle 13 rotture si erano verificate in aree di maggiore stress di Coulomb causate da una precedente rottura.
Questo metodo è stato anche usato per prevedere la sismicità intorno ai vulcani attivi sottoposti a variazioni significative dello stress nella camera magmatica.

## Previsione dei terremoti
Sebbene nessun modello ufficiale di previsione basato sul trasferimento dello stress di Coulomb sia utilizzato da agenzie governative, i sondaggi geologici spesso analizzano le probabilità di terremoti futuri usando la teoria dello stress di Coulomb. Ad esempio, l'ultimo dei tredici terremoti precedenti lungo la faglia anatolica settentrionale della Turchia, vicino alla città di Düzce, è stato predetto con successo da geologi locali prima che si verificasse la rottura. Ciò ha consentito agli ingegneri di evacuare strutture instabili e di limitare danni significativi. Gli scienziati stimano che la probabilità di un altro terremoto lungo il sistema di faglie anatoliche nei prossimi 30 anni sia del 62% e che questo sarà localizzato minacciosamente vicino a Istanbul.

## Esempi di sequenze di terremoti
- Terremoto dell'Aquila del 1703
- Terremoto della Calabria meridionale del 1783, Terremoto della Calabria centrale del 1783
- Terremoto di Dawu del 1981 - parte di una sequenza di quattro lungo il sistema di faglie di Xianshuihe[10]